# Yushania humbertii
Yushania humbertii là một loài thực vật có hoa trong họ Hòa thảo. Loài này được (A.Camus) Ohrnb. miêu tả khoa học đầu tiên năm 1996.